# Sigmaringen

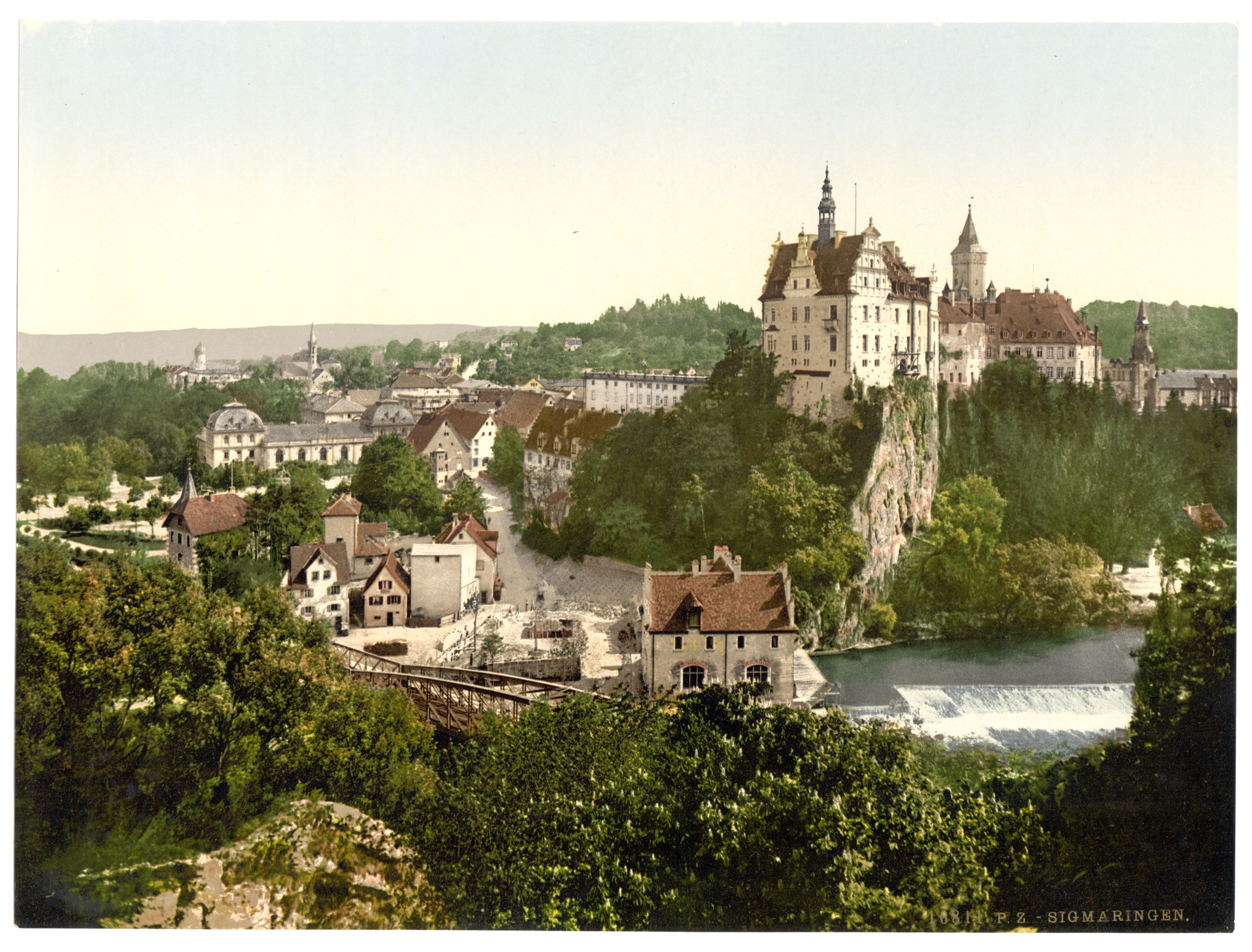
castelul Sigmaringen, circa 1900

Sigmaringen este un oraș din sudul Germaniei, în regiunea Baden-Württemberg, fostă Hohenzollern, capitală a districtului Sigmaringen. Este situat pe malul Dunării.
A fost menționat pentru prima dată în 1077 și este cunoscut mai ales pentru Castelul Sigmaringen, o construcție deosebită, care s-a păstrat foarte bine de-a lungul timpului.
La 7 septembrie 1944, ca urmare a invadării Franței, Henri Philippe Pétain și membrii guvernului de la Vichy au stabilit un guvern în exil la Sigmaringen. Pétain s-a întors în Franța în aprilie 1945. Scriitorii francezi Louis-Ferdinand Céline și Lucien Rebatet, temându-se pentru viața lor, datorită scrierilor lor politice și antisemite, au rămas la Sigmaringen.

## Personalități
- Carol I al României (1839-1914), primul rege al României
- Ferdinand I al României (1865-1927), rege al României în perioada 1914-1927
- Karl Lehmann (1936-2018), cardinal